# Juno Award/Breakthrough Artist of the Year
Der Juno Award für den Breakthrough Artist of the Year ist ein seit 1974 vergebener Preis der Canadian Academy of Recording Arts and Sciences. Er richtet sich an den besten Newcomer aus Kanada. Er richtet sich an Solokünstler, sein Pendant für Musikgruppen ist der Award für die Breakthrough Group of the Year
Von 1974 bis 1993 wurde der Award in zwei Kategorien vergeben: für weibliche und männliche Künstler als Most Promising Female Vocalist of the Year und Most Promising Male Vocalist of the Year. 1994 wurden die beiden Awards zum Best New Solo Artist zusammengelegt. 2003 wurde daraus der New Artist of the Year und 2013 erhielt er seinen jetzigen Titel.

## Übersicht

### Most Promising Female Vocalist of the Year and Most Promising Male Vocalist of the Year (1974–1993)
| Jahr                                 | Most Promising Female Vocalist of the Year | Nominierungen                                                                 | Most Promising Male Vocalist of the Year | Nominierungen                                                              | Refs.             |
| ------------------------------------ | ------------------------------------------ | ----------------------------------------------------------------------------- | ---------------------------------------- | -------------------------------------------------------------------------- | ----------------- |
| 1974                                 | Cathy Young                                | - Linda Brown - Donna Moon - Marie Claire Seguin - Donna Warner - Nancy White | Ian Thomas                               | - James Leroy - Tom Middleton - Dave Nicol - Michael Tarry                 | [ 1 ] [ 2 ] [ 3 ] |
| 1975                                 | Suzanne Stevens                            | - Alexis Radlin - Charity Brown - Debbie Fleming                              | Gino Vannelli                            | - Bill King - Justin Paige - Keath Barrie - Paul Hann                      | [ 4 ] [ 5 ]       |
| 1976                                 | Patricia Dahlquist                         | - Lisa Hartt - Robin Moir - Shawne Jackson - Sylvia Tyson                     | Dan Hill                                 | - Bim - Bruce Miller - Lewis Furey - Raôul Duguay                          | [ 6 ] [ 7 ]       |
| 1977                                 | Colleen Peterson                           | - Chris Nielsen - Denise McCann - Gail Dahms - Patricia Anne McKinnon         | Burton Cummings                          | - Danny Hooper - Nestor Pistor - Roger Doucet - Wayne St. John             | [ 8 ] [ 9 ]       |
| 1978                                 | Lisa Dalbello                              | - Alma Faye Brooks - Claudja Barry - Glory-Anne Carriere - Roxanne Goldade    | David Bradstreet                         | - Malcolm Tomlinson - Pat Travers - Peter Pringle - Walter Rossi           | [ 10 ] [ 11 ]     |
| 1979                                 | Claudja Barry                              | - Carolyne Bernier - Denise McCann - Ronney Abramson - Roxanne Goldade        | Nick Gilder                              | - Marc Jordan - Martin Stevens - Pat Travers - Rick James                  | [ 12 ] [ 13 ]     |
| 1980                                 | France Joli                                | - Alma Faye Brooks - Karen Silver - Laura Vinson - Nana McLean                | Walter Rossi                             | - Bryan Adams - Freddie James - Gary Fjellgaard - Richard Stepp            | [ 14 ] [ 15 ]     |
| 1981                                 | Carole Pope                                | - Dianne Heatherington - Laura Vinson - Michaele Jordana - Shari Ulrich       | Graham Shaw                              | - B. B. Gabor - Bryan Adams - Long John Baldry - Wayne Rostad              | [ 16 ] [ 17 ]     |
| 1982                                 | Shari Ulrich                               | - Karen Silver - Rita Johns - Salome Bey - Terry Crawford                     | Eddie Schwartz                           | - B. B. Gabor - Gary O' - Jim Byrnes - Peter Pringle                       | [ 18 ] [ 19 ]     |
| 1983                                 | Lydia Taylor                               | - Lee Aaron - Luba - Mary Lu Zahalan - Terry Crawford                         | Kim Mitchell                             | - David Roberts - David Wilcox - Lawrence Gowan - Leroy Sibbles            | [ 20 ] [ 21 ]     |
| 1984                                 | Sherry Kean                                | - Ann Mortifee - Diane Tell - Jane Siberry - Veronique Beliveau               | Zappacosta                               | - Johnnie Lovesin - LaBarge - Nash the Slash - Tim Ryan                    | [ 22 ] [ 23 ]     |
| 1985                                 | k.d. lang                                  | - Belinda Metz - Connie Kaldor - Liberty Silver - Vanity                      | Paul Janz                                | - Claude Dubois - Daniel Lavoie - Johnnie Lovesin - Johnny MacLeod         | [ 24 ] [ 25 ]     |
| 1986                                 | Kim Richardson                             | - Chantal Condor - Francesca Gagnon - Sheree Jeacocke - Siobhan Crawley       | Billy Newton-Davis                       | - Doug Cameron - Michel Lemieux - Scott Merritt - Stan Meissner            | [ 26 ] [ 27 ]     |
| 1987                                 | Rita MacNeil                               | - Céline Dion - Debbie Johnson - Heather Bishop - Nancy Martinez              | Tim Feehan                               | - Christopher Ward - Daniel Lavoie - David Gibson - Mark Korven            | [ 28 ] [ 29 ]     |
| 1988 fand keine Veranstaltung statt. |                                            |                                                                               |                                          |                                                                            |                   |
| 1989                                 | Sass Jordan                                | - Candi - Patti Jannetta - Lisa Lougheed - Michelle Wright                    | Colin James                              | - Andrew Cash - Art Bergmann - Jeff Healey - Michael Breen                 | [ 30 ] [ 31 ]     |
| 1990                                 | Alannah Myles                              | - Anita Perras - Annette Ducharme - Mary Margaret O’Hara - Mitsou             | Daniel Lanois                            | - Neil James Harnett - Ray Lyell - Roch Voisine - Rufus Wainwright         | [ 32 ] [ 33 ]     |
| 1991                                 | Sue Medley                                 | - Holly Cole - Jane Child - Lorraine Segato - Mae Moore - Patricia Conroy     | Andy Curran                              | - Bob Wiseman - Danny Brooks - Francis Martin - John James - Kenny MacLean | [ 34 ] [ 35 ]     |
| 1992                                 | Alanis Morissette                          | - Chrissy Steele - Darby Mills - Kerri Anderson - Meryn Cadell                | Keven Jordan                             | - Glen Stace - Lennie Gallant - Stephen Fearing - Wild T                   | [ 36 ] [ 37 ]     |
| 1993                                 | Julie Masse                                | - Lisa Brokop - Priscilla Wright - Sofia Shinas - Sue Foley                   | John Bottomley                           | - Devon - Don Neilson - John McDermott - Steve Fox                         | [ 38 ] [ 39 ]     |

### Best New Solo Artist (1994–2002)
| Jahr | Sieger           | Nominierungen                                                     | Refs.  |
| ---- | ---------------- | ----------------------------------------------------------------- | ------ |
| 1994 | Jann Arden       | - Charlie Major - Jim Witter - Mario Pelchat - Meryn Cadell       | [ 40 ] |
| 1995 | Susan Aglukark   | - Andrew Matheson - David Gogo - Éric Lapointe - Sara Craig       | [ 41 ] |
| 1996 | Ashley MacIsaac  | - Amanda Marshall - Kim Stockwood - Lara Fabian - Laura Smith     | [ 42 ] |
| 1997 | Terri Clark      | - Chantal Kreviazuk - Damhnait Doyle - Duane Steele - Wendy Lands | [ 43 ] |
| 1998 | Holly McNarland  | - Amy Sky - Dayna Manning - Lhasa de Sela - Tariq                 | [ 44 ] |
| 1999 | Melanie Doane    | - Bruce Guthro - Emm Gryner - Hayden - Tamia                      | [ 45 ] |
| 2000 | Tal Bachman      | - Ivana Santilli - Jorane - Tara Lyn Hart - Tory Cassis           | [ 46 ] |
| 2001 | Nelly Furtado    | - Adam Gregory - Amanda Stott - j. englishman - Sarah Harmer      | [ 47 ] |
| 2002 | Hawksley Workman | - Gabrielle Destroismaisons - Jelleestone - Maren Ord - Thrust    | [ 48 ] |

### New Artist of the Year (2003–2012)
| Jahr | Sieger        | Nominierungen                                                            | Refs.  |
| ---- | ------------- | ------------------------------------------------------------------------ | ------ |
| 2003 | Avril Lavigne | - k-os - Sam Roberts - Sarah Slean - Shawn Desman                        | [ 49 ] |
| 2004 | Michael Bublé | - Barlow - Danny Michel - Kazzer - Kinnie Starr                          | [ 50 ] |
| 2005 | Feist         | - Fefe Dobson - Keshia Chanté - Matt Dusk - Matt Mays                    | [ 51 ] |
| 2006 | Daniel Powter | - Divine Brown - Jonas - Martha Wainwright - Skye Sweetnam               | [ 52 ] |
| 2007 | Tomi Swick    | - Eva Avila - Melissa O’Neil - Neverending White Lights - Patrick Watson | [ 53 ] |
| 2008 | Serena Ryder  | - Belly - Jeremy Fisher - Jill Barber - Justin Nozuka                    | [ 54 ] |
| 2009 | Lights        | - Crystal Shawanda - Jessie Farrell - Kreesha Turner - Nikki Yanofsky    | [ 55 ] |
| 2010 | Drake         | - Carly Rae Jepsen - Danny Fernandes - Justin Bieber - Shiloh            | [ 56 ] |
| 2011 | Meaghan Smith | - Basia Bulat - Bobby Bazini - Caribou - Hannah Georgas                  | [ 57 ] |
| 2012 | Dan Mangan    | - Alyssa Reid - Diamond Rings - JRDN - Lindi Ortega                      | [ 58 ] |

### Breakthrough Artist of the Year (seit 2013)
| Jahr | Sieger        | Nominierungen | Refs.  |
| ---- | ------------- | --- | ------ |
| 2013 | The Weeknd    | - Cold Specks - Grimes - Kira Isabella - Shawn Hook                                                              | [ 59 ] |
| 2014 | Brett Kissel  | - Florence K - Tim Hicks - Tyler Shaw - Wake Owl                                                                 | [ 60 ] |
| 2015 | Kiesza        | - Glenn Morrison - Jess Moskaluke - Mac DeMarco - Shawn Mendes                                                   | [ 61 ] |
| 2016 | Alessia Cara  | - Coleman Hell - Francesco Yates - Scott Helman - Tobias Jesso Jr.                                               | [ 62 ] |
| 2017 | Ruth B        | - Andy Shauf - Kaytranada - Jazz Cartier - Tory Lanez                                                            | [ 63 ] |
| 2018 | Jessie Reyez  | - Allan Rayman - Charlotte Cardin - NAV - Virginia to Vegas                                                      | [ 64 ] |
| 2019 | bülow         | - Grandson - Killy - Johnny Orlando - Meghan Patrick                                                             | [ 65 ] |
| 2020 | Lennon Stella | - bbno$ - Ali Gatie - Alexandra Stréliski - Tenille Townes                                                       | [ 66 ] |
| 2021 | JP Saxe       | - Ryland James - Tate McRae - Powfu - Curtis Waters                                                              |        |
| 2022 | Jessia        | - 347aidan - Faouzia - Pressa - Tesher                                                                           |        |
| 2023 | Preston Pablo | - Dax - Devon Cole - RealestK - Rêve                                                                             |        |
| 2024 | New West      | - Busty and the Bass - Crash Adams - Good Kid - Men I Trust                                                      |        |
| 2025 | Nemahsis      | - Tony Ann - AP Dhillon - Chris Grey - ekkstacy - AR Paisley - Owen Riegling - Alexander Stewart - Sukha - Zeina |        |